# Dorfkirche Dobraschütz

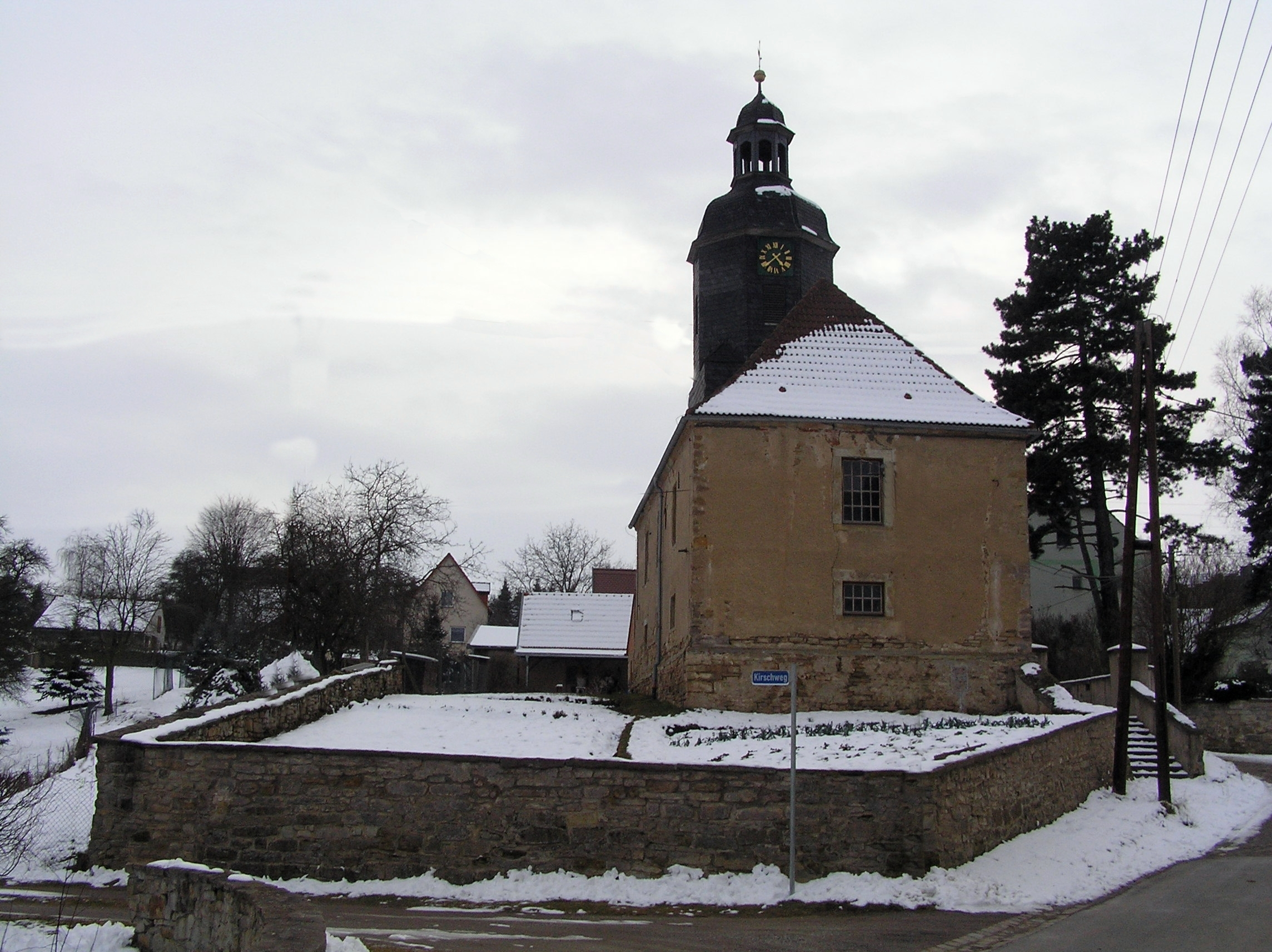
Die Kirche

Die evangelisch-lutherische Dorfkirche Dobraschütz steht im Ortsteil Dobraschütz der Gemeinde Starkenberg im Landkreis Altenburger Land  in Thüringen.

## Geschichte
Die im Ort einst befindliche kleine Kapelle wurde im Jahre 1607 noch genannt. Am 3. Mai 1751 legte man an Stelle des abgerissenen Gebäudes den Grundstein zum heutigen Gotteshaus mit einem spitzen Kirchturm. Die Kirchenweihe fand 1752 statt.

### Sanierung
2014 Verleihung eines Denkmalschutzpreises als Gruppenpreis, durch das Thüringischer Landesamt für Denkmalpflege und Archäologie.

## Besonderheiten
Eine Besonderheit ist die einheitliche Ausmalung im blauen Bauernbarock. Eine weitere Besonderheit sind vier Epitaphe und 13 Totenkronen. Diese Kunstwerke stammen aus der Zeit zwischen 1791 und 1811.

## Architektur
Das Gotteshaus wurde 1914 verändert und verschönert. Es wurde grundlegend renoviert. Die Wiedereinweihung fand am 6. September 1914 statt.
Erst ab 1989 konnte wegen ehemals mangelnder Mittel für die Erhaltung der Kirche etwas getan werden. Es folgte 1991 die Neueindeckung des Daches, die Erneuerung der Fenster und der Eingangstür. 2012 wurde der Innenraum so restauriert, dass die Kirche wieder strahlt wie einst.

## Orgel
1886 baute Oskar Ladegast (Weißenfels) eine neue zweimanualige Orgel mit 10 Registern in den bereits vorhandenen barocken Prospekt eines nicht genau bekannten Vorgängerinstrumentes von Christian Gottlob Donati (Altenburg). 1935 erfolgte eine Renovierung durch Otto Poppe (Schleiz) und  1951 eine erneute Instandsetzung durch Reinhard Schmeisser mit Umdisponierung einer Gambe 8′ zur Sifflöte 2′. Seit 1983 war das Instrument nicht mehr spielbar und wurde 2013 durch OBM Johannes Kircher (Heidelberg) restauriert.
| I. Manual C–f3 |               |    |
| 1.             | Principal     | 8′ |
| 2.             | Gedackt       | 8′ |
| 3.             | Principal     | 4′ |
| 4.             | Gedackt       | 4′ |
| 5.             | Mixtur III-IV | 2′ |

| II. Manual C–f3 |                |    |
| 6.              | Flauto amabile | 8′ |
| 7.              | Flauto minor   | 4′ |
| 8.              | Sifflöte       | 2′ |

| Pedal C–d1 |               |     |
| 9.         | Subbaß        | 16′ |
| 10.        | Principalbass | 8′  |

- Koppeln: I/P, II/P, II/I
- feste Kombinationen: MF, Tutti